# Diaphorodoris
Diaphorodoris is een geslacht van weekdieren uit de klasse van de Gastropoda (slakken).

## Soorten
- Diaphorodoris alba Portmann & Sandmeier, 1960
- Diaphorodoris lirulatocauda Millen, 1985
- Diaphorodoris luteocincta (M. Sars, 1870) = Spiegeleitje
- Diaphorodoris mitsuii (Baba, 1938)
- Diaphorodoris olakhalafi (Khalaf, 2017)
- Diaphorodoris papillata Portmann & Sandmeier, 1960